# Provincia di Mary
La provincia di Mary (in turkmeno: Mary welaýaty) è una provincia (welaýat) del Turkmenistan; è situata nel sudest del paese, ai confini con l'Afghanistan; ha come capoluogo Mary. 
La densità abitativa, sebbene mediamente bassa, raggiunge picchi di 150-200 abitanti per chilometro quadrato nelle oasi maggiormente sviluppate.

## Economia
Le più importanti attività industriali nella zona sono l'estrazione gas naturale, la produzione di energia elettrica (la quale copre da sola tre quarti della produzione elettrica turkmena) e l'industria chimica (più dell'80% della produzione turkmena di fertilizzanti); altri importanti settori sono la produzione di lana pura 100%, tessuti, cuoio e calzature. L'agricoltura, resa possibile dal canale del Karakum (la provincia si trova infatti nel deserto del Karakum) produce fibre di cotone e olio vegetale.

## Distretti
- distretto di Baýramaly
- distretto di Karakum
- distretto di Mary
- distretto di Murgap
- distretto di Oguzhan
- distretto di Sakarçäge
- distretto di Serhetabat
- distretto di Tagtabazar
- distretto di Türkmengala
- distretto di Wekilbazar
- distretto di Ýolöten

## Siti archeologici
- Merv